# Смола ацетоноформальдегідна
Смола ацетоноформальдегідна (рос. смола ацетоноформальдегидная; англ. acetoneformaldehyde resin; нім. Azetonformaldehydharz n) – органічний в’яжучий матеріал, який твердіє в результаті реакції поліконденсації ацетону і формальдегіду в лужному середовищі; використовується, зокрема, для ізоляції припливу води у нафтові і газові свердловини. Реакція поліконденсації ацетону і формальдегіду може бути припинена на стадії одержання реакційноздатного олігомеру (смоли), що значно спрощує приготування в’яжучого матеріалу у свердловині. Ацетоноформальдегідний олігомер одержують шляхом поліконденсації ацетону і формальдегіду за постійного рН середовища, що дорівнює 9,8-11,3, температурі 40-50оС і безперервного введення каталізатора – 5-10% водного розчину їдкого натрію. За молярного співвідношення ацетону і формальдегіду 1:3 одержана смола є в’язкою рідиною жовтуватого кольору, яка розчинна у воді в будь-яких пропорціях.